# Spot-Repair
Spot-Repair ist eine Smart-Repair-Methode für Lackschäden an Fahrzeugen.
Kleine bis mittlere Lackschäden an der Karosserie werden punktuell (Punkt = engl. Spot) ausgebessert – meist ohne Demontage der betreffenden Teile direkt am Fahrzeug. Spezielle Mischsysteme erlauben die größtmögliche Annäherung an die Originalfarbe. Ziel des Spot-Repair ist eine möglichst perfekte Instandsetzung mit minimalem Aufwand.
Es gibt allerdings Grenzen. Es wird ein keilförmiger Übergang von der neuen zur alten Lackschicht hergestellt. Dieser Übergang läuft also auf "0" aus. Es besteht die Gefahr, dass der Lackfilm bei Polierarbeiten abreißt und eine sichtbare Kante erscheint. 
Vorteile dieser Technik:
- geringe Werkstattzeit
- Kostenersparnis
- geringerer Materialverbrauch, dadurch umweltfreundlicher
- eventuell mobiler Service möglich